# Thysanoplusia florina
Trichoplusia florina là một loài bướm đêm trong họ Noctuidae.